# Второй детский приют (Нижний Новгород)
Второй детский приют — памятник архитектуры в историческом центре Нижнего Новгорода. Построен в 1861—1874 годах, по проекту архитектора Р. Я. Килевейна.

## История

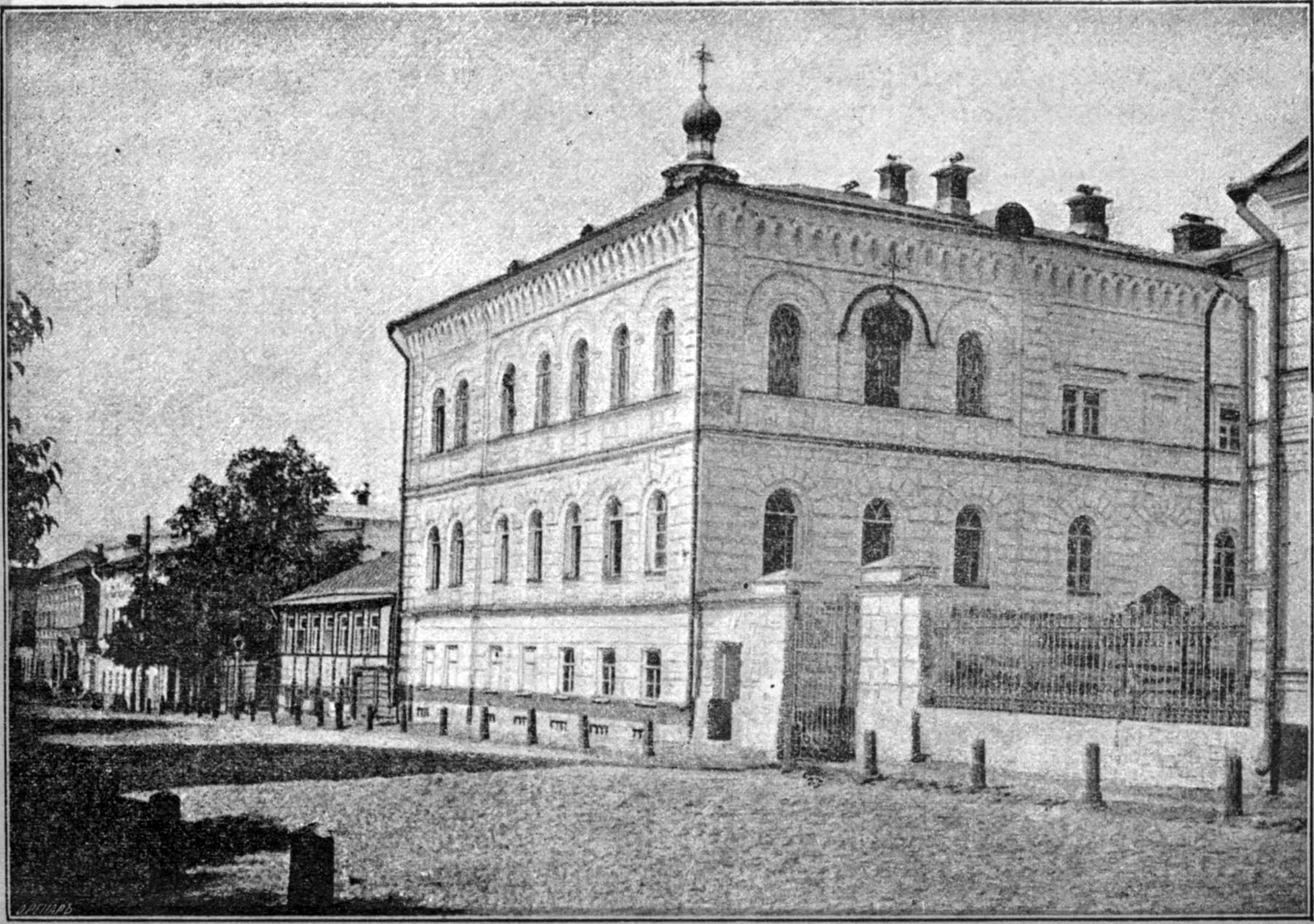
Второй детский (Шушляевский) приют. 1896 г

В 1860 году нижегородский купец первой гильдии М. Калинин-Шушляев передал в дар собственную усадьбу на Тихоновской улице для открытия городского Второго детского приюта. Было разработано несколько проектов строительства специального здания нового приюта, из которых, по данным историка архитектуры Н. Ф. Филатова, в 1861 году был выбран проект архитектора Р. Я. Килевейна.
Первоначально каменное трёхэтажное здание, построенное на месте левого флигеля усадьбы, имело пять окон по главному уличному фасаду. По центру западного фасада к нему примыкал небольшой объём трёхэтажного пристроя с арочным проездом в первом этаже. По проекту 1871 года здание было дополнено небольшой звонницей над крышей, поскольку на третьем этаже находилась домовая церковь во имя святого благоверного князя Александра Невского, устроенная в 1867 году. Надзор за работами проводил Р. Я. Килевейн.
По проекту архитектора И. Г. Хворинова, в 1874 году третий этаж в задней части дома был надстроен до общей высоты с устройством единого карниза. Само здание соединили галереей-переходом с дворовым флигелем (бывший главный дом усадьбы). Позже здание перестраивалось ещё раз и было расширено в западном направлении по главному фасаду, за счёт двухосевого трёхэтажного пристроя.
После революции здание было национализировано. В середине XX века в нём разместился физико-технический институт, где работал выдающийся советский математик, академик А. А. Андронов. После 1948 года здание было надстроено четвёртым этажом, с утратой звонницы. По центру восточного фасада вместо металлического крыльца с навесом был выстроен двухэтажный входной тамбур, расширенный в стону улицы в 2006 году по проекту архитектора В. В. Зубкова. Утрачена галерея к флигелю, вместо неё построен каменный пристрой. Сохранилась ограда по красной линии улицы.
В 1990-е годы доме размещался Научно-исследовательский институт прикладной математики и кибернетики Нижегородского государственного университета (НИИ ПМК).

## Архитектура
Монументальный облик здания носит яркие черты периода эклектики второй половины XIX века. Стены каменные, фасады оштукатурены и покрашены. Кровля основного объёма вальмовая. Главный фасад в семь окон фланкирован рустованными лопатками. Такая же лопатка выделяет его первоначальную пятиосевую часть. Этажи членены междуэтажными профилированными карнизами, по низу окон третьего этажа проходит подоконный пояс. Профилированный венчающий карниз над третьим этажом дополнен рядом машикулей.